# Bartul Čulić
Bartul Čulić (Split, 1907.), bivši hrvatski nogometaš, jugosl. reprezentativac, vratar Hajduka, jedan od najboljih vratara u povijesti kluba.
Bartul Čulić braniti je počeo kao 16-godišnjak u momčadi ŠK Uskok. Kao talentirani vratar prelazi u redove splitskog Borca (kako se jedno vrijeme zvao RNK Split) i sjanim obranama privlači pozornost najjačeg splitskog kluba - Hajduka. Kao nasljednik Otmara Gazzarija za splitski Hajduk je branio od 1926. do 1939. godine u 285 službenih utakmica. Na petom je mjestu na popisu vratara Hajduka s najviše nastupa u povijesti iza Vukčevića, Ante Vulića, Beare i Pudara. S Hajdukom je osvojio osvojio dva prvenstva 1927. i 1929. godine. Po zanimanju stolarski radnik, a kasnije namještenik u općini, ostao je u sjećanjima kao stasit, snažan i neobično hrabar vratar lavljeg srca koji nije prezao ni od pogibeljnih povreda da sačuva gol. Bacao se u najveće gužve i često izlazio krvave glave i koljena. Hajdukov gol čuvao je punih 13 godina.
Za reprezentaciju je branio na 10 utakmica (1931-1935), prvi nastup imao je 29. listopada 1931. protiv Poljske (3:6) u Poznańu, kada je između stativa zamijenio Beograđanina "Jocu" Spasića (SK Jugoslavija), a oprostio se 1. siječnja 1935. protiv Rumunjske (4:0) za Balkanski kup, kada je reprezentacija Jugoslavije osvojila jedini pobjednički trofej. Najbolju igru u državnom timu pružio je 1934. protiv Brazila (8:4) u Beogradu. To je ujedno bio jedini nastup kad je branio svih 90 minuta, niti na jednom drugom nije dočekao kraj utakmice - svaki put je iznet na nosilima!
Za vrijeme 2.Sv.Rata sudjelovao je u obnavljanju Hajduka, priključivši se na Visu, s grupom starijih igrača, "jedinici-kolektivu Hajduk NOVJ".
Preminuo je od tuberkuloze, navršivši 41 godinu, 30.travnja 1948. u Zagrebu, u bolnici na Sljemenu.
Statistika u Hajduku
| Natjecanje        | Nastupi | Zgoditci |
| ----------------- | ------- | -------- |
| Prvenstvo         | 113     | 0        |
| Kup               | 10      | 0        |
| Superkup          | 0       | 0        |
| Međunarodne       | 0       | 0        |
| Splitski podsavez | 15      | 0        |
| Ukupno            | 138     | 0        |
| Prijateljske      | 147     | 0        |
| Sveukupno         | 285     | 0        |

## Vanjske poveznice
- Slobodna Dalmacija Renato Vučetić: Matošić i Čulić oduševili Talijane, 3. studenoga 2003.